# Aderus rubrocinctus
Aderus rubrocinctus là một loài bọ cánh cứng trong họ Aderidae. Loài này được Heberdey miêu tả khoa học năm 1936.